# Здание штаб-квартиры «Газпрома»
Здание «Газпрома» — высотное здание в Москве (улица Намёткина, дом 16). Здание было введено в эксплуатацию в 1995 году. Строение, являясь архитектурной доминантой комплекса строений ПАО «Газпром» в Москве, довольно часто фигурирует в кадрах новостных репортажей в качестве символа компании.
Здание спроектировано мастерской № 12 (начальник М. Е. Беленя) ОАО «Моспроект». Руководитель авторского коллектива — архитектор В. И. Хавин, в работе участвовал инженер В. Б. Карганов.
Кроме основного здания на территории штаб-квартиры находится также здание поликлиники (обслуживает сотрудников), спортивный комплекс (включает также теннисный корт и бассейн), ресторанный комплекс, концертный зал и магазины. Отдельно располагаются здания Газпромбанка (бывший главный офис) и гостиницы. С 2021 года головной офис конторы находится в Санкт-Петербурге в Лахта-центре.